# Boston Navy Yard
Il Boston Navy Yard, originariamente chiamato Charlestown Navy Yard e successivamente Boston Naval Shipyard, era una delle più antiche strutture di costruzione navale della Marina degli Stati Uniti. È stato istituito nel 1801 come parte della recente istituzione del nuovo Dipartimento della Marina degli Stati Uniti d'America nel 1798. Dopo 175 anni di servizio militare, è stato dismesso come installazione navale il 1º luglio 1974.
La proprietà di 30 acri (12 ettari) è amministrata dal National Park Service, diventando parte del Boston National Historical Park. Resta in funzione abbastanza del cantiere per supportare la USS Constitution ("Old Ironsides") ormeggiata del 1797, costruita come una delle sei fregate pesanti originali per la rinascita marina americana, e la più antica nave da guerra ancora in servizio nella United States Navy. Qui è ormeggiata anche la USS Cassin Young (DD-793), un cacciatorpediniere di classe Fletcher risalente alla Seconda Guerra Mondiale del 1943 che funge da nave museo. L'area museale comprende una darsena che è una fermata del sistema di trasporto acqueo MBTA Boat. Tra la popolazione locale della zona e il National Park Service, è ancora noto come Charlestown Navy Yard.

## Storia
Le prime attività cantieristiche nel Massachusetts iniziarono a Charlestown nel corso della guerra d'indipendenza americana. Il terreno per potere impiantare un cantiere navale venne acquistato nel 1800 e nel 1801 dopo che vennero ultimati i lavori di costruzione il cantiere iniziò le sue attività con la denominazione Charlestown Navy Yard realizzando il suo primo vascello l'Independence nel 1814. Il cantiere svolse principalmente lavori di riparazione fino all'ultimo decennio dell'Ottocento quando inizio a realizzare navi in acciaio per la United States Navy e proprio in quel periodo la sua denominazione venne cambiata in Boston Navy Yard quando Charlestown, originalmente un comune separato, dopo essere diventata una città nel 1847 venne annessa da Boston il 5 gennaio 1874.
Il 24 giugno 1833 una delegazione di cui facevano parte il Vicepresidente Martin Van Buren, il Segretario alla Guerra Lewis Cass, il Segretario alla Marina Levi Woodbury insieme ad autorità del Massachusetts furono testimoni di uno dei più grandi eventi della storia navale americana: l'inaugurazione del primo bacino di carenaggio del New England da parte della fregata Constitution che nel 1830 era stata giudicata non più in grado di navigare, ma l'indignazione pubblica, alla prospettiva della demolizione della nave, spinse il congresso a deciderne la ricostruzione rientrando in servizio nel 1835 prestando servizio come nave ammiraglia nel Mediterraneo e nel Sud Pacifico e compiendo un viaggio di 30 mesi intorno al mondo nel marzo 1844. La stessa nave, il 14 marzo 1975 sarebbe stata l'ultima ad uscire da un bacini di carenaggio dello stabilimento per essere ancorata nel vecchio cantiere ed aperta al pubblico per visite.
All'inizio del Novecento venne aggiunto un secondo bacino di carenaggio. Il cantiere ha registrato la massima attività produttiva nel corso della seconda guerra mondiale soprattutto con la riparazione di unità navali alleate danneggiate dai tedeschi. Nel secondo dopoguerra lo stabilimento fu uno degli arsenali in cui vennero modificate le navi che avevano preso parte al secondo conflitto mondiale per renderle adeguate ai nuovi scenari della guerra fredda nell'ambito del Programma FRAM.
Il cantiere è stato ufficialmente chiuso il 1º luglio 1974 e i 30 acri (121 406 m²) di superficie occupati dagli stabilimenti trasferiti al National Park Service che li avrebbe destinati al Boston National Historical Park un'associazione che si occupa dei siti storici che rievocano il ruolo della città di Boston nelle guerre di indipendenza americane.

## Gallery

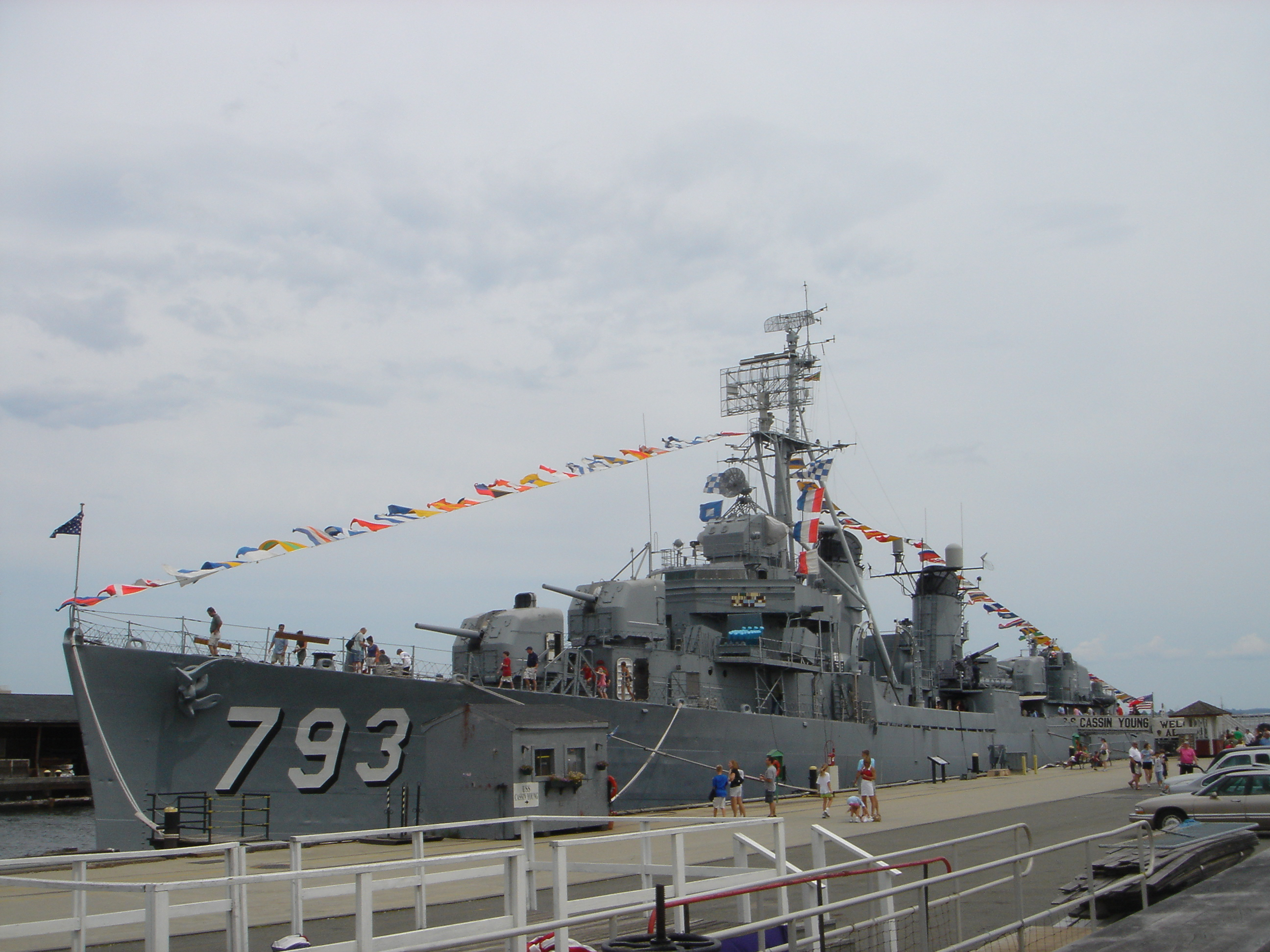
USS Cassin Young attraccata al Boston Navy Yard
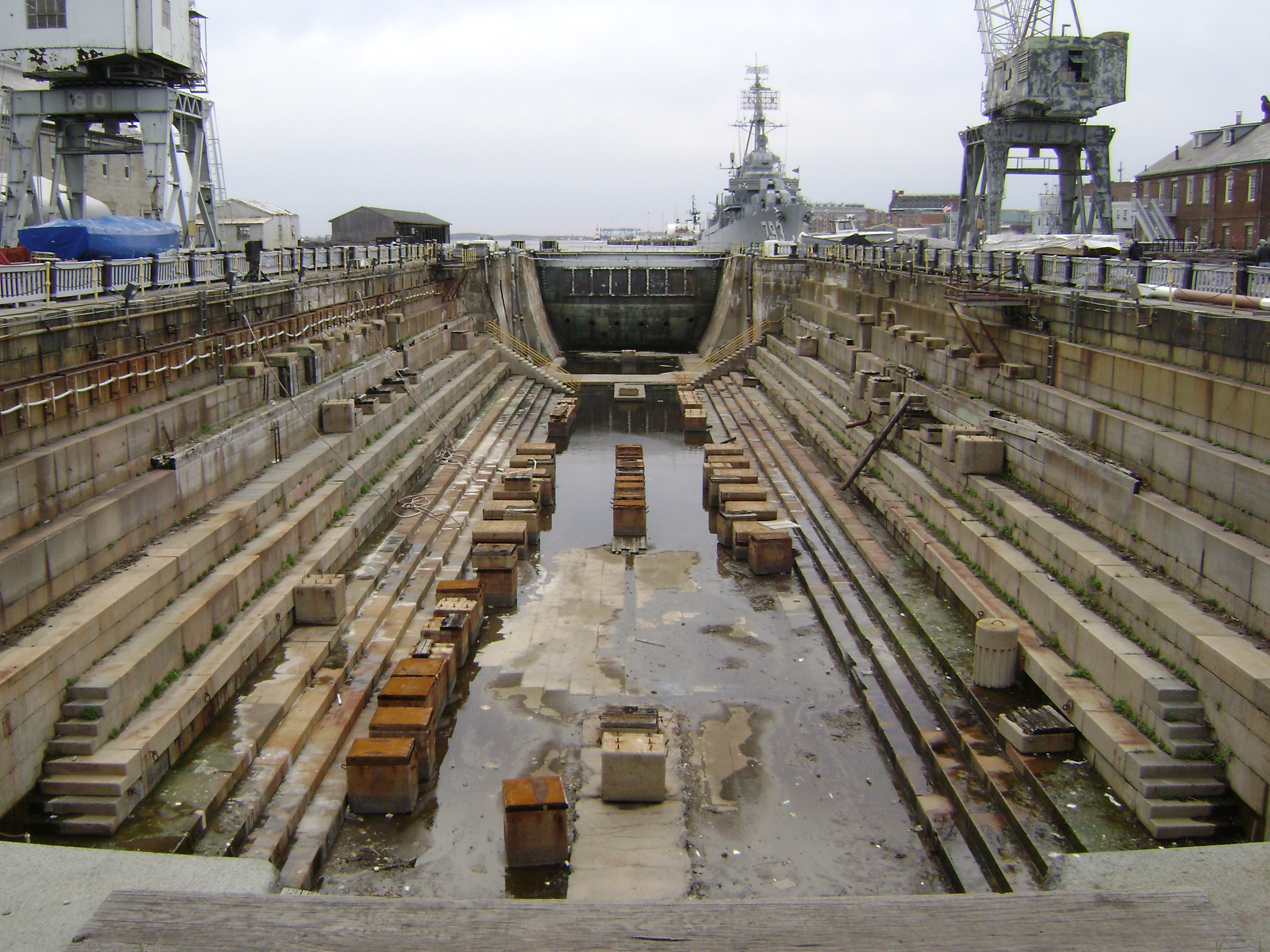
Una vista del bacino di carenaggio senza acqua
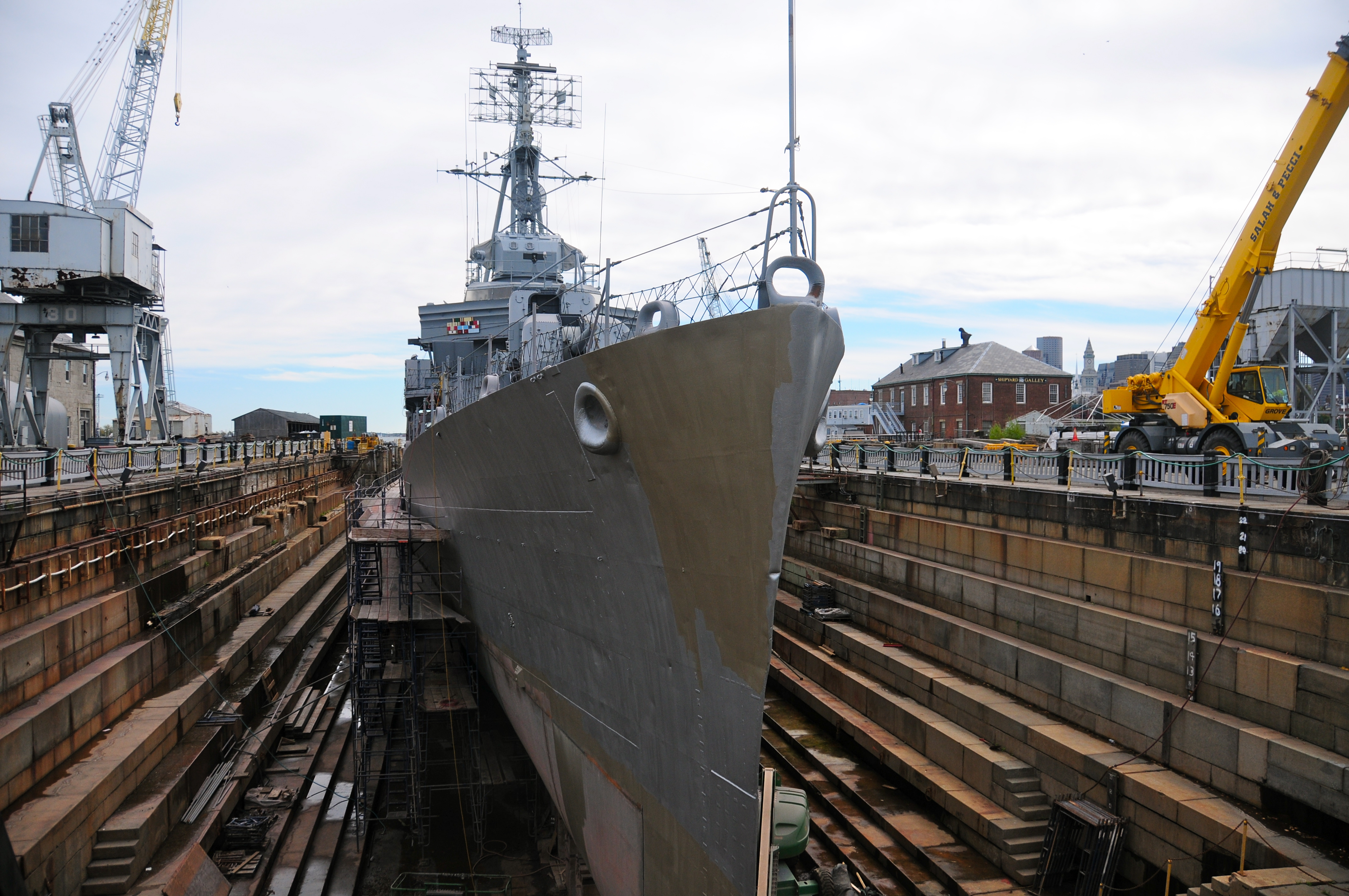
Cassin Young nel bacino di carenaggio
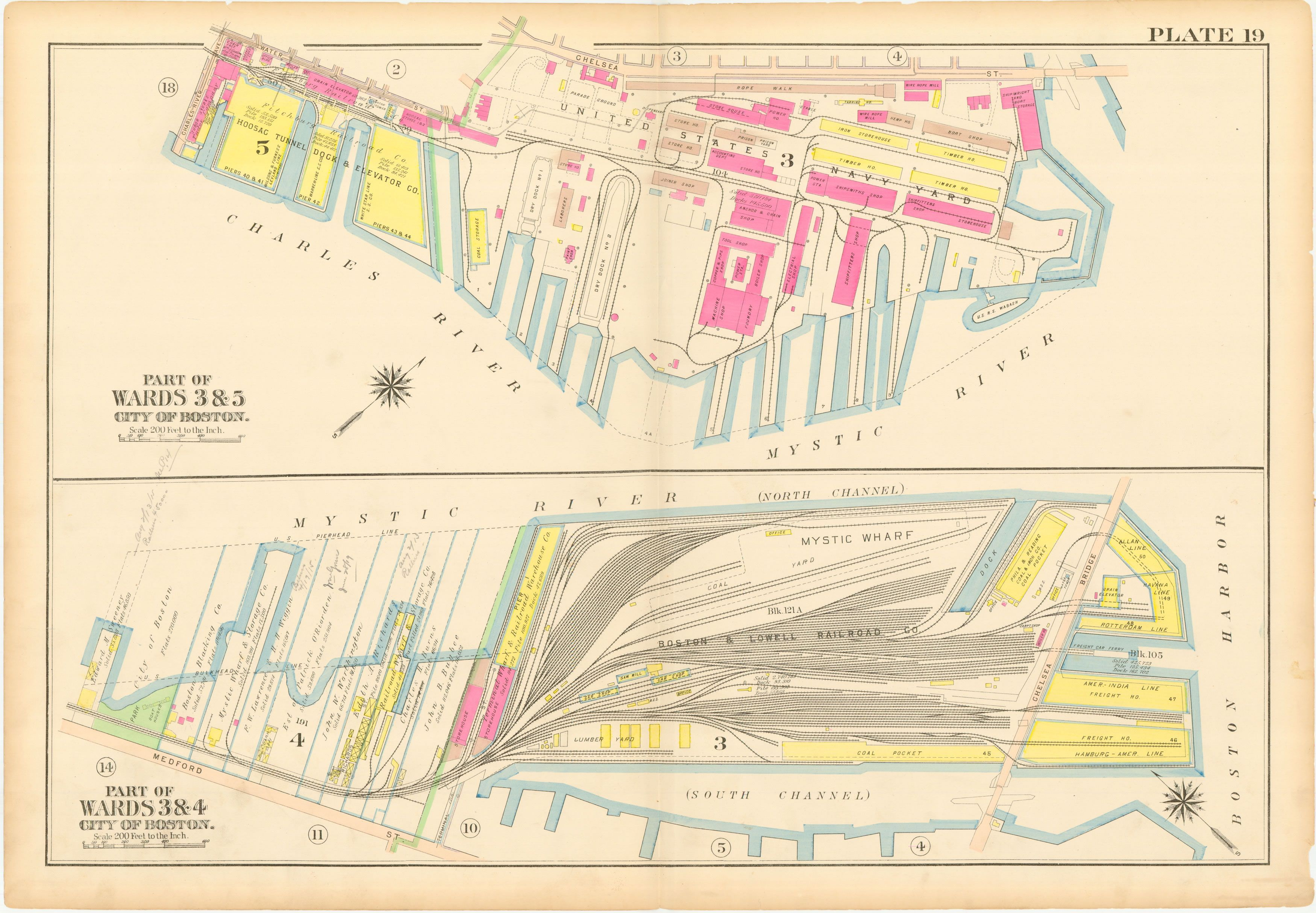
1912 Mappa del Charlestown Navy Yard e Mystic Wharf